# 4787 Shulʹzhenko
4787 Shulʹzhenko је астероид главног астероидног појаса чија средња удаљеност од Сунца износи 2,257 астрономских јединица (АЈ).
Апсолутна магнитуда астероида је 13,7.